# Increasingly -Kanzen Ban-
Increasingly -Kanzen Ban-(Increasingly-完全盤-) és una reedició de l'EP de 12012, Increasingly. Lliurat el 15 de juny del 2005 junt amb "Depression Sign -Kanzen Ban-" i "Shudder -Kanzen Ban-". Les cançons foren regravades i hi han bonus track també inclosos.

## Llista de temes
Disc One
1. "Gallows" - 3:28
2. "Incident" - 3:57
3. "Humanities" - 00:38
4. "Chouchou -Tefutefu-" (蝶々～てふてふ～) - 4:39
5. "Itsumo Kokoro ni Juujika wo" (いつも心に十字架を) - 5:07

Disc Two
1. "Degree" - 4:50